# 中山路街道 (湘潭市)
中山路街道，是中华人民共和国湖南省湘潭市雨湖区下辖的一个乡镇级行政单位。

## 行政区划
中山路街道下辖以下地区：
大码头社区、鲁班殿社区、龙子巷社区、罗祖殿社区、湘建社区、迎宾社区和自力社区。